# تپه کولاژدم کوه ۳
تپه کولاژدم کوه ۳ مربوط به دوره اشکانیان است و در شهرستان کوهدشت، بخش طرهان، ۷۵۰ متری جنوبغرب شهر گراب واقع شده و این اثر در تاریخ ۲۸ اسفند ۱۳۸۵ با شمارهٔ ثبت ۱۸۳۰۶ به‌عنوان یکی از آثار ملی ایران به ثبت رسیده است.